# Emergency Response Unit

ERU-Emblem.

Eine Emergency Response Unit (kurz ERU) der Internationalen Rotkreuz- und Rothalbmondbewegung ist eine international verfügbare Einheit der Katastrophenhilfe.

## Geschichte
Ende 1994 wurde von der Internationalen Föderation der Rotkreuz- und Rothalbmond-Gesellschaften (IFRC) die Idee geboren, international standardisierte und autarke Einheiten zu gründen, um internationale Hilfe im Katastrophenfall so schnell wie möglich mit den nationalen Gesellschaften zu koordinieren.

## ERU-Definition

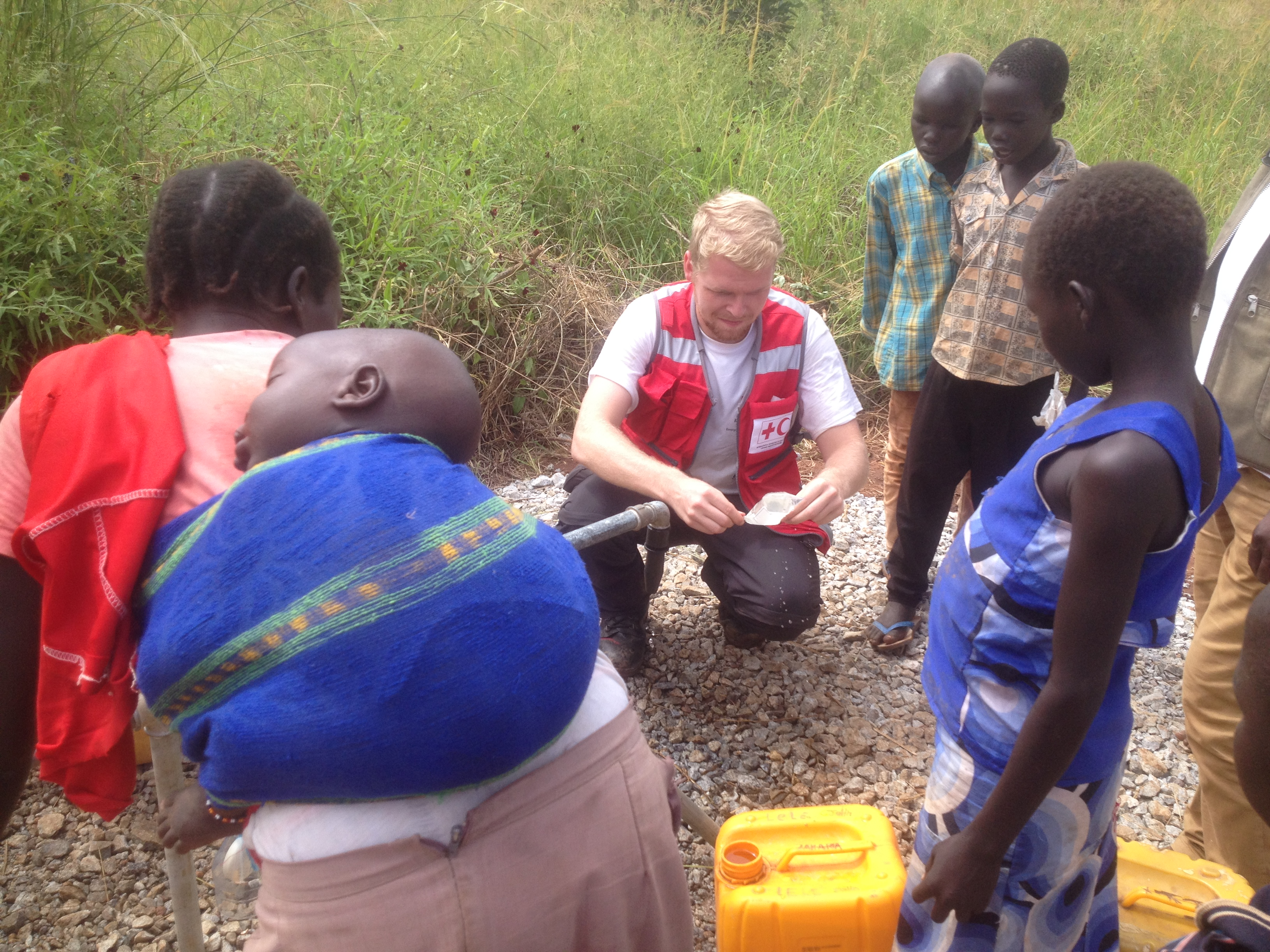
ERU Trinkwasser-Spezialist entnimmt eine Wasserprobe

ERUs sind international, sowohl was Ausrüstung als auch Ausbildung betrifft, standardisierte Hilfseinheiten der Internationalen Rotkreuz- und Rothalbmond-Bewegung. Die Ausrüstung einer ERU ist rund um die Uhr transportfertig gelagert, sodass eine Einsatzbereitschaft nach spätestens 48 Stunden hergestellt werden kann. In der Ausrüstung inbegriffen ist immer auch Kraftstoff und Verpflegung für das Hilfsteam für mindestens vier Wochen. Innerhalb einer Woche können ERU auf der ganzen Welt eingesetzt werden, um im Katastrophengebiet die nationale Organisation zu unterstützen. Ein solcher Einsatz erfolgt meist für vier Monate, kann jedoch auf bis zu sechs Monate verlängert werden. In dieser Zeit werden auch nationale Helfer eingeschult, um nach Beendigung des Einsatzes eine Weiterführung der Hilfsleistung zu gewährleisten und um die Selbsthilfekapazität des Landes zu stärken.

## Einheiten

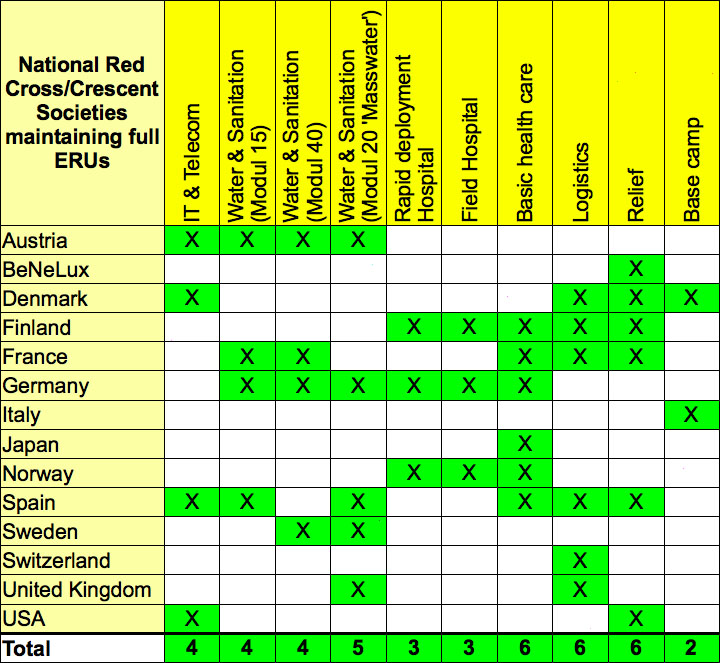
Übersicht der vollwertigen ERU-Einheiten Stand 2010

Die ERUs sind nach ihrer Aufgabe gegliedert. Weltweit stehen insgesamt die folgenden Einheiten zur Verfügung:
- Logistics (Handling und Lagerung der Hilfsgüter)
- IT und Telecom (Aufbau von Datennetzwerken und Kommunikation)
- Water and Sanitation (Trinkwasseraufbereitung und Hygiene)
- Basic Health Care (medizinische Grundversorgung)
- Referral Hospital (Feldhospital)
- Rapid Deployment Hospital (schnellverfügbare medizinische Notversorgung)
- Relief (Organisation der Hilfsgüterverteilung)
- Base Camp (Unterbringung für Rotkreuz-/ Rothalbmond-Personal)

Die Einheiten werden durch mehrere nationale Organisationen weltweit vorgehalten. Im deutschsprachigen Raum sind die ERUs wie folgend stationiert:
| Deutschland                                                                                | Österreich                            | Schweiz     |
| ------------------------------------------------------------------------------------------ | ------------------------------------- | ----------- |
| - Basic Health Care - Referral Hospital - Rapid Deployment Hospital - Water and Sanitation | - Water and Sanitation - IT & Telecom | - Logistics |

Außerdem unterhalten die Nationalen Gesellschaften der folgenden Länder ERUs: Belgien, Dänemark, Finnland, Frankreich, Großbritannien, Italien, Japan, Kanada, Luxemburg, Neuseeland, Niederlande, Norwegen, Schweden, sowie die USA. Weitere nationalen Gesellschaften (z. B. die von Australien, Kroatien, Hongkong, Island) verfügen über Personal, das für die Ausrüstung geschult ist.

## ERU-Einsatz

### Ablauf

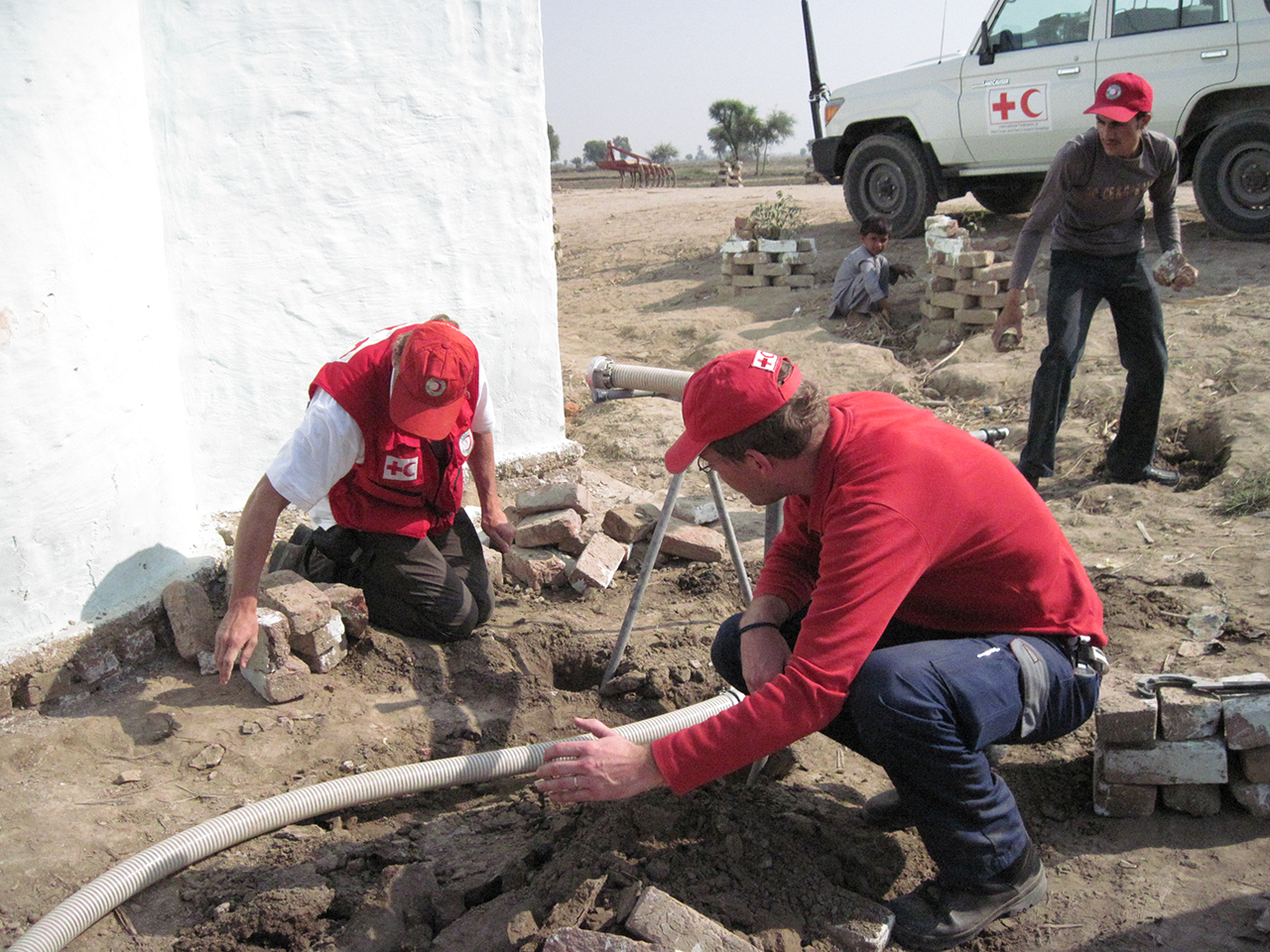
ERU Trinkwasser-Spezialisten errichten eine Wasserverteilstelle.

Nach einer Katastrophe bzw. einem Ereignis, welches die lokalen und nationalen Hilfskapazitäten übersteigt, wird vom Verband der örtlichen Rotkreuz-Organisation in Absprache mit der Regierung des Staates ein Hilfsgesuch an die  IFRC gestellt. Das setzt voraus, dass sich das betroffene Gebiet nicht in einem Kriegsgebiet befindet, da sonst das Internationale Komitee vom Roten Kreuz zuständig ist.
Nach diesem, und teilweise auch bereits direkt nach der Katastrophe, wenn anzunehmen ist, dass ein Hilfsgesuch gestellt wird, erheben die nationalen Organisationen ihre Einsatzfähigkeit. Es wird überprüft welches Personal (es handelt sich dabei um Ehrenamtliche Helfer, welche allerdings für die Dauer einer Entsendung bei ihrer Rotkreuz-Gesellschaft angestellt werden) zur Verfügung steht und wie die Finanzierbarkeit des Einsatzes gewährleistet werden kann.
Gleichzeitig werden von der IFRC Field Assessment Coordination Teams (FACT) entsendet, welche als Aufklärer fungieren und sich einen Überblick über die Lage verschaffen. Diese Teams entscheiden, welches Material vor Ort benötigt wird und erstatten Bericht an die IFRC. Sie können überall auf der Welt innerhalb von 24 Stunden für einen Zeitraum von zwei bis vier Wochen eingesetzt werden.
In der Zwischenzeit teilen die Nationalen Gesellschaften der IFRC mit, ob ein Einsatz möglich ist. Die IFRC entscheidet, welche Einheiten aus welchen Ländern alarmiert werden. Nach dieser Alarmierung wird innerhalb von 48 Stunden die Einsatzbereitschaft hergestellt und das Team samt Ausrüstung mit einem oder mehreren Frachtflugzeugen in das Krisengebiet geflogen.
Ein ERU Team bleibt meist ca. fünf Wochen im Einsatz, wobei sich je eine halbe Woche mit dem Vorgänger- und dem Nachfolgeteam überschneidet. Für einen Einsatz mit der Dauer von vier Monaten sind also fünf Teams nötig.
Während des Einsatzes werden nationale Helfer eingeschult, um bei einer wiederkehrenden Katastrophe sofort handeln zu können. Aus diesem Grund und durch die hohen Transportkosten die entstehen würden, wird die Ausrüstung am Ende des ERU Einsatzes an die nationale Gesellschaft übergeben.

### Einsatzstatistik
Im Zeitraum von 1996 bis 2012 wurden insgesamt 215 ERUs entsandt. Dabei wurden pro Einsatz Ausrüstung und/oder Personal teilweise von mehreren nationalen Gesellschaften zur Verfügung gestellt. In dem Zeitraum wurden die Einheiten des Deutschen Roten Kreuzes 37 mal, des Österreichischen Roten Kreuzes 19 mal und die des Schweizerischen Roten Kreuzes achtmal entsandt. Die meisten Einsätze fanden 2010 statt (u. a. aufgrund des Erdbebens in Haiti und der Überschwemmungen in Pakistan).